# Uvala Bistrina
Uvala Bistrina je uvala u Dubrovačko-neretvanskoj županiji, dio Malostonskog zaljeva. Dijelovi uvale Bistrina su male uvale Morašnica, Donji Jaz i Gornji Jaz. U uvali se ne nalazi ni jedno naselje, no ovdje prolazi državna cesta D8, koja mostom Bistrina prelazi uvalu. Također županijska cesta Ž6227 prolazi u blizini uvale. U ušću uvale Bistrine do mora nalazi se hrid Mali Školj i rt Punta Velikog vepra.
U zapadnoj obali uvale Bistrina nalazi se nekoliko zgrada i mala luka.
Uvala Bistrina služila je za uzgoj kamenica.